# Grenelle (Seine)
Grenelle je bývalá francouzská obec v departementu Seine, vytvořená v roce 1830, která se také nazývala Beau-Grenelle. Byla jednou ze čtyř obcí připojených v roce 1860 k Paříži. Její území dnes tvoří část 15. obvodu (dvě třetiny čtvrti Grenelle, většina čtvrti Javel a malá část čtvrti Necker).

## Poloha
Pláň Grenelle sahala od současné Invalidovny až k bývalým bažinám Javelu podél Seiny na západě. Území pláně bylo zemědělsky obtížně využívané, proto byla oblast po dlouhou dobu velmi řídce osídlena i přes její blízkost Paříži.
Bývalá obec Grenelle byla na západě vymezena Seinou (součástí obce byl île aux Cygnes) a na severu boulevardem Grenelle k Place Cambronne. Jeho východní a jižní hranice byly složitější a ne vždy odpovídají dnešním ulicím. Na východě obec zahrnovala velkou část trojúhelníku tvořeného rue de la Croix-Nivert, rue Cambronne a rue Mademoiselle, dnes náleží do čtvrti Necker. Rue Mademoiselle tvořila hranici obce mezi Rue Quinault a Rue de la Croix-Nivert, poté Rue de la Croix Nivert až k Rue de Javel. Jižní hranici tvořila rue de Javel od rue de la Croix-Nivert k rue de Lourmel (tehdy se v tomto místě nazývala rue des Vaches), dále rue de Lourmel až k rue Varet, odtud ke křižovatce rue Cauchy a rue Gutenberg, a nakonec rue Cauchy (dnes rue Saint Paul) až k Seině.
Zákonem ze 16. června 1859 byla k obci připojena téměř nezastavěná část tehdejší obce Issy, a to území ležící na jihozápad od Seiny a rue de Lourmel až po Thiersovy hradby, tedy až k dnešnímu městskému okruhu. Katastrální plán Grenelle uvádí, že tato část byla podle tohoto zákona připojena k obci Grenelle, ale ve skutečnosti tento zákon připojoval celou obec Grenelle k Paříži.

## Toponymie
Název lokality je doložen ve tvarech:
- Garanellas (1163 v bule Alexandra III.)
- Garnelle (1210, 1389)
- Garnelles (1210 v arbitráži mezi pařížským biskupem a klášterem Saint Germain-des-Prés)
- Garanella (1243)
- la Garenne Saint-Germain (1318)
- la Garanne (1355)
- Guernelles (1367)
- Grenelle (1489)
- les Garannes (1490)
- la Garanne Saint-Germain autrement dit Grenelles (1491)
- aux Garennes (1529), les Garennes (1529)
- Guarnelles

### Etymologie
Může se jednat o galský výraz vycházející z označení ptáka garanus “jeřáb", odvozený pomocí zdrobnělé přípony -illo-. Galská přípona -illo- > -illa (*garanilla) byla později asimilována do latinské deminutivní přípony -ellus, v ženském rodě -ella.
Galský garanus je blízce příbuzný kornskému a bretonskému garanu “jeřáb" a nachází se na sloupu pařížských převozníků ve složenině trigaranus, kterému předchází označení býka, taruos. Keltské božstvo Tarvos Trigaranus znamená "býk se třemi jeřáby“.
Použití zvířecího jména v toponymii není neobvyklé, je často doloženo od galských dob až do současnosti jako např. Bibracte (bobr), Le Héron (volavka), La Baleine (velryba), Villechien (pes) aj.

## Historie
Obec Grenelle jako taková existovala pouze od roku 1830 do roku 1860.
Na planinu Garanella někteří historici situují bitvu u Lutecie v roce 52 př. n. l. mezi vojsky galského náčelníka Camulogena a legiemi římského vojevůdce Labiena. V kronice z roku 1130 autor o této lokalitě píše, že se zde nacházejí zahrady a těží se zde písek, ze kterého se vyrábí sklo vysoké kvality.
Kolem poloviny 13. století se ves Grenelle stala lénem opatství Sainte-Geneviève a byla připojena k vesnici Vaugirard, kterou již opatství vlastnilo.
Nacházel se zde zámek Garnelle, patřící rodině de Craon, který spadal pod opatství Sainte-Geneviève.
V roce 1792 zde chemik Jean-Antoine Chaptal založil továrnu na střelný prach, která 30. srpna 1794 explodovala, což si vyžádalo mnoho obětí.
V září 1796 se skupina nespokojených řemeslníků a obchodníků pokusila shromáždit vojáky, aby svrhli Direktorium. Toto povstání v táboře Grenelle bylo potlačeno.
Podnikatel Anselme Payen zde v roce 1797 otevřel továrnu na výrobu salského amoniaku. Podnik se pod vedením jeho syna stal jednou z velkých pařížských továren během restaurace a červencové monarchie.
Rovina Grenelle byla používána pro výkon trestu smrti. Popravy se konaly mezi hradbami a Château de Grenelle, tedy na místě kasáren Dupleix. Dne 29. října 1812 zde byl se svými komplici popraven generál Mallet, který se spikl proti císaři Napoleonovi I., kterého se během jeho ruského tažení pokusil označit za mrtvého, aby byl jmenován na jeho místo. Posledním odsouzencem byl generál Charles de La Bédoyère, který byl popraven 19. srpna 1815.
Dne 15. května 1824 dva obecní radní z Vaugirardu, Léonard Violet a Alphonse Letellier koupili a rozdělili všechny pozemky na planině Grenelle. Toto území vzniklo dříve ze statku Grenelle sousedícího se současnou rue de la Cavalerie a majetku, který patřil vojenské škole, ale který byl během Francouzské revoluce znárodněn a poté prodán v roce 1794 vysokému úředníkovi jménem Ginoux. Ten prodal v roce 1824 většinu tohoto majetku, konkrétně farmu a 105 ha na druhé straně hradeb (v obci Vaugirard) Violetovi a Letellierovi.
V okolí hlavního města se nacházela předměstí rozvíjející se často živelně bez urbanistického plánu, zatímco zde vznikla skutečná autonomní čtvrť, ve které se mísilo bydlení, obchody a průmysl.
Stavební práce byly provedeny velmi rychle a 27. června 1824 byla otevřena nová čtvrť Beau Grenelle. Následovala stavba kostela Saint-Jean-Baptiste v roce 1825, mostu Grenelle v roce 1826, výstavba přístavu na Seině pro vodní dopravu a skladů pru uložení dovezeného zboží, jakož i výstavba Théâtre de Grenelle v roce 1828.
Když 13. května 1829 radní obce Vaugirard odmítli instalaci olejových lamp v rue Mademoiselle, obyvatelé z Beau-Grenelle požádali o oddělení od obce Vaugirard. Po vyšetřování byla nařízením z 22. října 1830 vyčleněna samostatná obec pod názvem Grenelle.
Budova postavená jako radnice v roce 1848 stále existuje na Place du Commerce. Během krátkého trvání samostatné obce Grenelle její populace velmi vzorstla.
Samostatnost nové obce však měla krátké trvání. Dne 1. ledna 1860 byla celá obec z rozhodnutí barona Haussmanna připojena k Paříži a její území vytvořilo s obcí Vaugirard, čtvrtí Javel (do té doby součást města Issy) a jihem bývalého 10. obvodu, nový 15. pařížský obvod.